# Guthichaur
Guthichaur (en népalais : गुठीचौर) est un comité de développement villageois du Népal situé dans le district de Jumla. Au recensement de 2011, il comptait 3 326 habitants.